# 597 (tal)
597 är det naturliga heltal som följer 596 och följs av 598.

## Matematiska egenskaper
- 597 är ett udda tal.
- 597 är ett semiprimtal[1].
- 597 är ett sammansatt tal.
- 597 är ett defekt tal.
- 597 är ett Polygontal.

## Inom vetenskapen
- 597 Bandusia, en asteroid.